# Holt gas electric tank
Le Holt gas electric tank est un prototype de char développé aux États-Unis entre 1917 et 1918 par les entreprises Holt Manufacturing Company et General Electric Company pour être proposé aux forces armées des États-Unis engagées en Europe pendant la Première Guerre mondiale. En concurrence avec le Liberty Tank, le char de Holt n’est pas retenu.

## Histoire
Dès 1915, la Première Guerre mondiale s’immobilise et les belligérants se trouvent pris dans une guerre de positions. Les véhicules à moteur semblent alors un moyen intéressant de rendre sa mobilité à la guerre en perçant les lignes de l’adversaire, mais le terrain labouré par l’artillerie et rendu boueux par les pluies ne se prête pas à l’utilisation de véhicules à roues. Les Britanniques et les Français se tournent alors vers les tracteurs, dont les États-Unis sont un grand producteur. Certains constructeurs vont alors plus loin et proposent à leurs clients européens des versions blindées dès le milieu de l’année 1915. Bien qu’aucun de ces projets n’aboutisse à une commande, les constructeurs continuent d’approfondir l’idée et de nombreux modèles plus ou moins artisanaux voient le jour dans les années suivantes.
En 1917, la Holt Manufacturing Company se rapproche de la General Electric Company afin de développer conjointement un tracteur blindé basé sur le Holt 75, un tracteur d’artillerie, mais avec une motorisation électrique alimenté par un générateur à essence. Le prototype est achevé au début de l’année 1918, mais malgré leurs efforts, les deux entreprises ne parviennent pas à trouver de clients, les Européens ayant déjà leurs propres productions et l’armée américaine préférant se tourner vers le tank Mark VIII.

## Description
Le Holt gas electric tank prend la forme générale d’une boîte quadrangulaire posée sur une paire de chenilles. L’avant est en forme de V, à la manière de l’A7V, et contient un obusier de montagne de 75 mm. De chaque côté se trouvent des casemates abritant chacune une mitrailleuse Vickers de 7,62 mm et des sabords sur le pourtour de la coque permettent de monter des mitrailleuses supplémentaires.
La motorisation a la particularité d’être hybride, avec un générateur à essence Holt de 90 hp actionnant un moteur électrique situé sur chaque barbotin. Ce système a l’avantage de permettre de se passer d’une transmission et d’une direction : pour tourner il suffit de diminuer la puissance du moteur électrique situé du côté vers lequel on souhaite se diriger.

### Données techniques
| Modèle                     | Holt gas electric tank                            |
| -------------------------- | ------------------------------------------------- |
| Équipage                   | 6                                                 |
| Longueur hors tout         | 5,03 m                                            |
| Largeur hors tout          | 3,12 m                                            |
| Hauteur                    | 2,38 m                                            |
| Masse                      | 25 400 kg                                         |
| Motorisation               | Holt 4 cylindres actionnant 2 moteurs électriques |
| Puissance brute            | 90 hp (6,7 kW)                                    |
| Type de carburant          | Essence                                           |
| Vitesse maximale sur route | 9,65 km/h                                         |
| Blindage                   | 15 mm                                             |
| Armement principal         | 1 obusier de montagne de 75 mm                    |
| Armement secondaire        | 2 mitrailleuses de 7,62 mm                        |